# Burma i olympiska sommarspelen 1972
Burma, formellt Myanmar, deltog i de olympiska sommarspelen 1972 med en trupp bestående av arton manliga deltagare, ingen av dem erövrade någon medalj.